# Flesh and Blood (card game)
Flesh and Blood é um jogo de cartas colecionáveis publicado pela Legend Story Studios (LSS), um estúdio de design independente sediado em Auckland, Nova Zelândia. Foi projetado por James White, que já havia jogado Magic: The Gathering profissionalmente. O jogo é baseado em elementos de fantasia e, até certo ponto, de ficção científica. O nome do jogo é derivado da expressão "em carne e osso", o que significa que o jogo foi projetado para ser jogado pessoalmente em vez de um jogo online.

## Jogabilidade

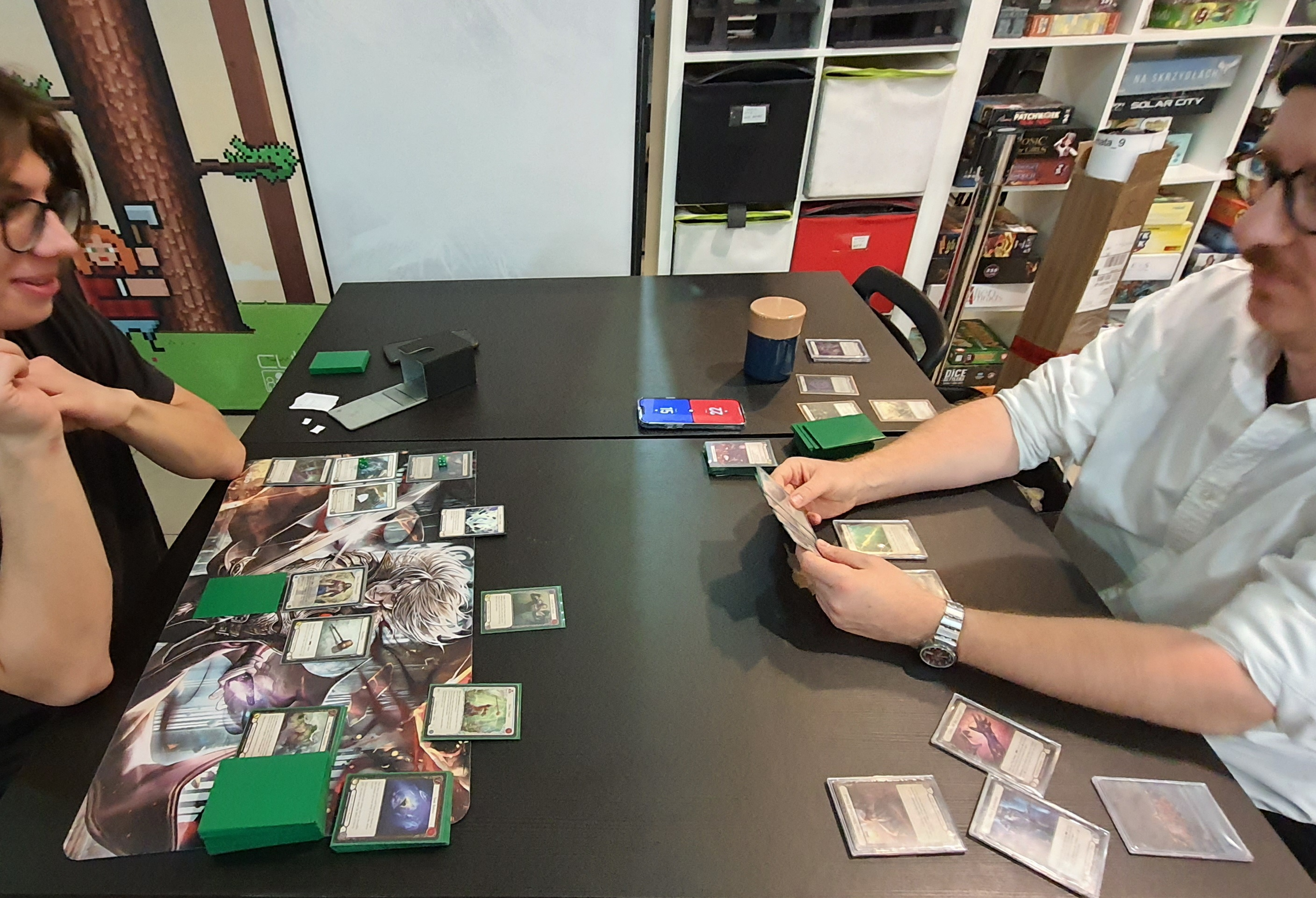
Pessoas jogando Flesh and Blood

O jogo envolve dois ou mais jogadores que assumem o controle de um herói, um personagem com equipamento, habilidades e conjunto de cartas. Existem sete tipos diferentes de cartas, como herói, equipamento, arma, ação, reação (ataque e defesa) e instantânea. cartas de herói, arma e equipamento estão em jogo no início do jogo. a maioria das cartas é descartada em um "cemitério" após o jogo. cada herói tem intelecto e pontos de vida e está em uma das dez classes: assassino, bruto, guardião, ilusionista, mecanologista, ninja, arqueiro, mercador, lâmina rúnica, guerreiro ou mago. Os jogadores compram cartas iguais ao intelecto do herói. Se os pontos de vida de um herói chegarem a zero, o jogador que controla o herói perde o jogo.
Os jogadores constroem um baralho de 40 ou 60 cartas, com no máximo de duas ou três cópias de cartas com o mesmo nome em um baralho. O tamanho do baralho e a quantidade de cópias irá depender do formato que está jogando.
os formatos de jogo construído são: commoner, blitz e classic constructed, cada qual com uma versão diferente das cartas de herói. A versão jovem de cada carta é usada nos formatos Commoner e Blitz, que tem um ritmo de jogo mais rápido. o classic constructed ou cc, é jogado com a versão adulta do herói.

## Torneios
Em outubro de 2019, a Legend Story Studios estabeleceu um programa de jogo organizado denominado "The Calling" para jogos competitivos de baralho selado, com um prêmio de $ 10.000 por torneio. Temporariamente suspenso devido à pandemia da COVID-19, o programa foi retomado em 2021. Em novembro de 2023, mais de 2000 lojas de jogos em todo o mundo sediaram tais eventos. Em outubro de 2023, a empresa estabeleceu eventos de loja de jogos Social Play para jogadores casuais.
Em novembro de 2022, a empresa organizou o primeiro Campeonato Mundial de Carne e Osso em San Jose, Califórnia, com um prêmio de US$ 300.000.
Em 2024, a empresa organizou um circuito “Pro Play 2024”, com uma premiação de US$ 1.500.000.
Um Herói que vence um torneio acumula pontos de "Living Legend" (Lenda Viva), que, ao atingir uma certa quantia, resulta na retirada da carta desse herói dos torneios oficiais.

## Edições
Cada edição de Flesh and Blood costumava ser publicado em duas versões. O lançamento inicial foi a "First Edition" focada no colecionador, publicada usando impressão a frio em tiragem limitada. Seguiu-se a "Unlimited Edition", que foi publicada com base na procura do mercado. Essa técnica é comum nos estágios iniciais de muitos jogos de cartas colecionáveis, pois permite que os colecionadores garantam valor nas cartas da "First Edition" enquanto os jogadores ainda têm acesso a versões mais baratas de cartas importantes.
Após a atualização "FAB 2.0", a LSS eliminou o modelo First/Unlimited e o substituiu por um modelo de caixa única.
| #   | Set               | Set code | Release date       | Size        | Size  | Size   | Size | Size       | Size     | Size      | Size   | Ref.          |
| #   | Set               | Set code | Release date       | Total Cards | Token | Common | Rare | Super Rare | Majestic | Legendary | Fabled | Ref.          |
| --- | ----------------- | -------- | ------------------ | ----------- | ----- | ------ | ---- | ---------- | -------- | --------- | ------ | ------------- |
| 1   | Welcome to Rathe  | WTR      | October 11, 2019   | 226         | 15    | 132    | 48   | 15         | 10       | 5         | 1      | [ 14 ]        |
| 2   | Arcane Rising     | ARC      | March 27, 2020     | 219         | 14    | 126    | 48   | 15         | 10       | 5         | 1      | [ 15 ]        |
| 3   | Crucible of War   | CRU      | August 28, 2020    | 198         | 0     | 103    | 56   | 0          | 36       | 2         | 1      | [ 16 ]        |
| 4   | Monarch           | MON      | May 7, 2021        | 307         | 18    | 172    | 79   | 0          | 31       | 6         | 1      | [ 17 ]        |
| 5   | Tales of Aria     | ELE      | September 24, 2021 | 238         | 14    | 136    | 54   | 0          | 27       | 6         | 1      | [ 18 ]        |
| 6   | Everfest          | EVR      | February 4, 2022   | 198         | 0     | 88     | 61   | 0          | 45       | 3         | 1      | [ 19 ]        |
| N/A | History Pack 1    | 1HP      | May 6, 2022        | 427         | 0     | 238    | 118  | 0          | 62       | 9         | 0      | [ 20 ]        |
| 7   | Uprising          | UPR      | June 24, 2022      | 226         | 16    | 125    | 51   | 0          | 27       | 6         | 1      | [ 21 ]        |
| 8   | Dynasty           | DYN      | November 11, 2022  | 247         | 0     | 109    | 81   | 0          | 51       | 5         | 1      | [ 22 ] [ 23 ] |
| N/A | History Pack 2    | 2HP      | February 24, 2023  | 536         | 0     | 301    | 140  | 0          | 78       | 14        | 3      | [ 24 ]        |
| 9   | Outsiders         | OUT      | March 24, 2023     | 236         | 20    | 128    | 51   | 0          | 31       | 5         | 1      | [ 25 ]        |
| 10  | Dusk till Dawn    | DTD      | July 14, 2023      | 236         | 0     | 94     | 77   | 0          | 56       | 8         | 1      | [ 26 ]        |
| 11  | Bright Lights     | EVO      | October 6, 2023    | 251         | 12    | 129    | 56   | 0          | 46       | 7         | 1      | [ 27 ]        |
| 12  | Heavy Hitters     | HVY      | February 2, 2024   | 256         | 15    | 128    | 67   | 0          | 40       | 5         | 1      | [ 28 ]        |
| 13  | Part the Mistveil | MST      | May 31, 2024       | 239         | 12    | 123    | 54   | 0          | 43       | 6         | 1      | [ 29 ]        |
| 14  | Rosetta           | ROS      | September 20, 2024 | 254         | 14    | 128    | 57   | 0          | 49       | 5         | 1      | [ 30 ]        |

## Recepção
Drew Cordell da revista SUPERJUMP escreveu favoravelmente sobre o jogo.
Andrew Smith do site Board Game Quest comparou-o a Magic: The Gathering, mas observou que Flesh and Blood era mais fácil de aprender.
Em 2021, o ICv2 o classificou como um "jogo colecionável de primeira".
O Legend Story Studio estava no Deloitte Fast 50.
Em novembro de 2023, o Legend Story Studios ganhou o prêmio Excellence in Brand Storytelling no New Zealand International Business Awards por seu trabalho em Flesh and Blood.